# Перхлорат меди(II)
Перхлора́т ме́ди(II) (хлорноки́слая ме́дь) — неорганическое соединение, медная соль хлорной кислоты, формула Cu(ClO4)2. Безводное вещество — кристаллы слабого желто-зеленого цвета, очень гигроскопичные. Гексагидрат — зеленовато-голубые гигроскопичные кристаллы. Обладает окислительными свойствами. Токсичность средняя, при работе следует избегать попадания на кожу, не допускать попадания в глаза и рот. Растворимость в воде очень высокая.

## Получение
Перхлорат двухвалентной меди может быть получен взаимодействием избытка дигидроксокарбоната меди(II)  и хлорной кислоты.

## Применение
В основном находит применение в пиротехнических составах в качестве донора Cu+ ионов, окрашивающих пламя в синий цвет, а также как дополнительный окислитель.